# Orlando Moreno
Orlando Moreno es un defensor de derechos humanos venezolano del estado Delta Amacuro. Fue detenido en 2021 por funcionarios policiales mientras acompañaba a familiares de las víctimas del naufragio. Fue excarcelado unos días después.

## Detención
Moreno fue detenido el 25 de abril de 2021 por funcionarios del Cuerpo de Investigaciones Científicas, Penales y Criminalísticas (CICPC) mientras acompañaba a familiares de las víctimas del naufragio de una embarcación ocurrido en Boca de Serpiente, en Tucupita, que trataba de llegar a Trinidad y Tobago donde viajaban aproximadamente 25 personas, de los cuales siete han sido encontradas muertas, once estaban desaparecidas y otras siete habían sobrevivido. La organización no gubernamental Foro Penal catalogó su detención como arbitraria. La jueza del caso sentenció que quedara detenido indefinidamente hasta cumplir requisitos para libertad bajo fianza y recluido en el peligroso Retén de Guasina. Moreno fue imputado por los delitos de "instigación al odio, ultraje a funcionario, lesiones genéricas y resistencia a la autoridad".
La oposición venezolana pidió su liberación, declarando que Moreno que se encontraba recopilando información sobre el naufragio para enviarla a la oficina del Alto Comisionado para los Derechos Humanos de la ONU, a la Comisión Interamericana de Derechos Humanos (CIDH) y la Misión de Determinación de Hechos para que fuera evaluada.
La directora de Amnistía Internacional para las Américas, Érika Guevara Rosas, exigió la liberación de Moreno, escribiendo que «Las autoridades de Venezuela no solo generan un contexto de masivas violaciones de los Derechos Humanos que obliga a personas a tomar altos riesgos para buscar refugio, sino que además persiguen y criminalizan a defensores que acompañan y protegen a las víctimas». Alfredo Romero, director de Foro Penal, denunció violación al debido proceso y aseguró que las autoridades cometieron un delito al no presentar a Moreno en tribunales en el lapso legal.
Moreno fue excarcelado el 30 de abril.